# Laigle, Pacquet
Laigle, Pacquet et Cie war ein französischer Hersteller von Automobilen.

## Unternehmensgeschichte
Das Unternehmen aus Amiens begann 1902 mit der Produktion von Automobilen. Der Markenname lautete Laigle. 1903 endete die Produktion.

## Fahrzeuge
Angeboten wurden die Modelle 10/12 CV mit Zweizylindermotor und 14/16 CV mit Vierzylindermotor. Die offenen Fahrzeuge mit der Karosserieform Tonneau boten Platz für vier Personen.